# Campodea lubbocki
Campodea lubbocki är en urinsektsart som beskrevs av Filippo Silvestri 1912. Campodea lubbocki ingår i släktet Campodea och familjen Campodeidae. Arten är reproducerande i Sverige. Inga underarter finns listade.